# Ardil
Ardil är en syntetisk fiber som tillverkas av ett växtprotein som fås ur jordnötter.

## Tillverkning
Ardil togs fram 1944 vid Imperial Chemical Industries fabriker i Ardeer (Stevenston) i Skottland. Utgångsmaterialet är ett växtprotein, som fås ur jordnötter. Proteinet extraheras ur dessa med utspätt alkali och fälls ut, varefter det bereds till en spinnlösning som kan användas på samma sätt som vid annan konstsilketillverkning. De erhållna fibertrådarna skärs till önskad längd allt efter ändamålet. De kan blandas med ylle, bomull eller konstsilke, och garn kan spinnas på bomulls-, ylle- eller kamgarnsmaskiner, beroende på den önskade vävnaden.
Ardil är en gräddfärgad, krusig och elastisk fiber, som känns mjuk och varm. Den absorberar fuktighet på samma sätt som ylle och har motsvarande fuktningsvärme. Ardil kan filtas under värme och tryck, därigenom att fibrerna mer eller mindre hopkittas. Den kan färgas liksom ylle och är malsäker.
Tyger har vävts av Ardil enbart, men sannolikt blir det lämpligare att använda fibern tillsammans med ylle. Tyg med 50 % ardil kan knappast skiljas från 100 % ylletyger.